# Achrome
Achrome è una serie di opere dell'artista milanese Piero Manzoni, prodotte tra il 1957 e il 1963, incentrata sullo studio dell'assenza di colore. Esistono diverse opere con questo titolo, realizzate nei più svariati materiali. Alcune di queste sono conservate a Milano, al Museo del Novecento, nella sezione Piero Manzoni e Azimuth. 
Nell’autunno del 1957 Manzoni inizia la sua serie di quadri bianchi o meglio senza colore, che poco più di un anno dopo chiamerà Achrome. I primissimi lavori della serie sono ancora materici, unendo una sostanza gessosa a tele di iuta, dando quindi forma ad alcune linee geometriche. Subito dopo, nel 1958, utilizzando tele più leggere immerse in un miscuglio di gesso/caolino e colla, l’artista inizia a produrre le cosiddette “tele grinzate”, con più o meno pieghe, in diverse dimensioni. Nel corso degli anni utilizza i materiali più disparati tra cui ovatta, cotone idrofilo, panno, feltro, peluche, lana di vetro, fibre artificiali e naturali, panini, sassi, polistirolo, perfino cloruro di cobalto, pelle di coniglio, paglia e carta.
Nel noto testo Libera dimensione del 1960 - anno in cui Manzoni inizia ad utilizzare materiali sempre più sperimentali -, l’artista spiega così il suo lavoro: “(…) Per questo io non riesco a capire i pittori che, pur dicendosi interessati ai problemi moderni, si pongono a tutt'oggi di fronte al quadro come se questo fosse una superficie da riempire di colori e di forme, secondo un gusto più o meno apprezzabile, più o meno orecchiato. (…) Il quadro è finito: una superficie d’illimitate possibilità è ora ridotta ad una specie di recipiente in cui sono forzati e compressi colori innaturali, significati artificiali. Perché invece non vuotare questo recipiente? Perché non liberare questa superficie? Perché non cercare di scoprire il significato illimitato di uno spazio totale, di una luce pura ed assoluta? (…)”.
E ancora in un’intervista dello stesso anno dichiara: “(…) Non mi interessa che la mia arte sia bella o brutta, mi interessa solo che sia vera. Qui ho tentato di creare un oggetto che catturi la luce, un oggetto privo di colore che si apra a ciò che è puro ed eterno. (…)”.
Da Sotheby’s Londra nel corso dell’Italian Sale del 17 ottobre 2014 una grande tela grinzata viene aggiudicata alla cifra record di quasi sedici milioni di Euro.